# Козенца (округ)
Округ Козенца (итал. Provincia di Cosenza) је округ у оквиру покрајине Калабрија у јужном Италији. Седиште округа и покрајине и највеће градско насеље је истоимени град Козенца.
Површина округа је 6.650 км², а број становника 733.309 (2008. године).

## Природне одлике
Округ Козенца чини северни део историјске области Калабрија. Он се налази у јужном делу државе, са изласком на Јонско море на истоку и на Тиренско море на западу. Подручје округа представља и везу полуострва Калабрије са апенинским копном. Већи део округа је планински - крајње јужни део планинског ланца Апенина. Он је пресечен дубоком долином реке Крати, која тече од југа ка северу и која представља жилу-куцавицу округа.

## Становништво
По последњим проценама из 2008. године у округу Козенца живи преко 730.000 становника. Густина насељености је средње велика, око 110 ст/км². Најбоље насељена је средишња долина реке Крати, где се налази и главни град Козенца. Остали део округа, који иако има дугу обалу, је изразито планински, па стога и ретко насељен и слабо развијен.
Поред претежног италијанског становништва у округу живе и омањи број досељеника из свих делова света.

## Општине и насеља
У округу Козенца постоји 155 општина (итал. Comuni).
Најважније градско насеље и седиште округа је град Козенца (70.000 ст.) у јужном делу округа. Други по величини је град Кориљано Калабро (40.000 ст.) у средишњем, а трећи Росано (38.000 ст.) у источном делу округа.